# Trisomie
Trisomia este un tip de boală genetică, o aneuploidie (număr anormal de cromozomi) și un tip particular de polisomie, care se caracterizează prin prezența unui fragment de cromozom sau a unui cromozom întreg în 3 exemplare, în locul a 2 exemplare.

## Exemple

### Sindromul Klinefelter    47,XXY 48,XXXY
-(n cromozomi X+Y) n≥2
-în mare majoritate în mozaic
-la naștere sunt înregistrați ca băieți
-dezvoltare sexuală incompletă  testicule chistice
-carectere sexuale –de tip ginoid (asatura etc. De tip femel)
-în alte cazuri (Tuner, Klinefeter) se înregistrează subfertilitate-sterilitate
-depinde de procentajul liniei celulare normale

### Sindromul Triplo-X   47,XXX
-indivizii prezintă grad ridicat de infertilitate
-coeficientul de inteligență se apropie de limita normală

### Sindromul Y suplimentar  47,XYY
-Y suplimentar crește potențialul de agresivitate al individului respectiv 
-scade capacitatea de adaptare socială

### Sindromul Down
Sinonim: Trisomnia 21
Caracteristici:Talie mică ,craniu mic și rotund, gât scurt și gros , mâini scurte și late,urechi mici, întârzieri mentale, limba mare , deformări ale dentației , însoțit frecvent de leucemie.
Cauza: un cromozom în plus în perechea se cromozomi 21